# Chorągiew piesza prywatna Wacława Leszczyńskiego (kanclerza wielkiego koronnego)

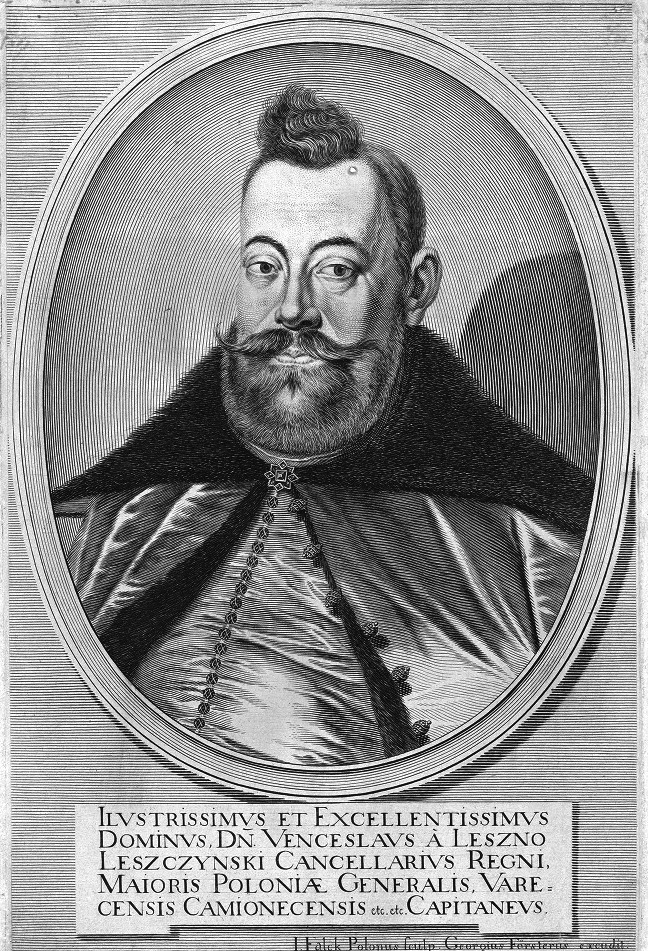
Wacław Leszczyński (kanclerz wielki koronny)

Chorągiew piesza prywatna Wacława Leszczyńskiego – prywatna chorągiew piesza koronna I połowy XVII wieku, okresu wojen ze Szwedami i Rosją. Była to chorągiew autoramentu polskiego.
Szefem tej chorągwi był kanclerz wielki koronny, Wacław Leszczyński herbu Wieniawa. Żołnierze chorągwi wzięli udział w wojnie polsko-szwedzkiej 1626–1629.